# Dipalpur
Dipalpur (urdu: دِيپالپُور‬) – miasto w Pakistanie, w prowincji Pendżab. W 2017 roku liczyło 99 858 mieszkańców.